# LOOP (linguaggio di programmazione)
Il linguaggio LOOP è un linguaggio di programmazione ideato a scopi didattici da Uwe Schöning. Il linguaggio LOOP calcola le funzioni ricorsive primitive.
Le operazioni del linguaggio prevedono assegnamento, addizione e iterazione.